# (12045) Klein
Pour les articles homonymes, voir Klein.
(12045) Klein est un astéroïde de la ceinture principale.

## Description
(12045) Klein est un astéroïde de la ceinture principale. Il fut découvert par Paul G. Comba le 30 mars 1997 à Prescott. Il présente une orbite caractérisée par un demi-grand axe de 2,6 UA, une excentricité de 0,19 et une inclinaison de 12,72° par rapport à l'écliptique.
Il fut nommé d'après le mathématicien allemand Felix Klein (1849-1925).

## Compléments